# Geschmack (Sinneseindruck)

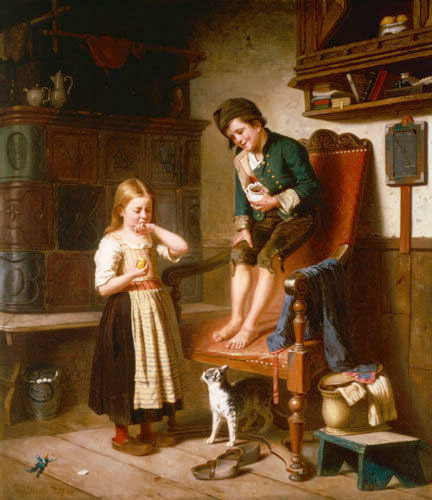
Die saure Zitrone
Gemälde von Julius Geertz (1867)

Weit gefasst wird unter Geschmack (von mittelhochdeutsch gesmac, ‚Duft, Geruch, Gestank, Geschmack‘, zu smẹcken: ‚kosten, versuchen; Geruch empfinden, riechen, duften; wahrnehmen‘, von althochdeutsch smẹcken, ‚Geschmack empfinden‘, im Gegensatz zu smackën ‚Geschmack von sich geben‘) ein komplexer Sinneseindruck bei der Nahrungsaufnahme verstanden, der durch das multimodale Zusammenspiel von Geruchssinn und Geschmackssinn sowie Tastsinn, Temperatur- und Schmerzempfinden entsteht. Die in diesem Sinne als „Geschmack“ auf eine Speise bezogenen Empfindungen kommen in vielen Fällen vornehmlich durch Aromen zustande, die vom Geruchssinn wahrgenommen werden, und weniger durch Reize innerhalb der Mundhöhle. Daher führt eine gestörte Geruchswahrnehmung wie bei einem Schnupfen oder ein völliger Verlust des Geruchssinns (Anosmie) zu einem deutlich beeinträchtigten Empfinden der geschmeckten Nahrung.
Die biologische Bedeutung des Geschmacks liegt an seiner Rolle beim Auffinden von Nahrung und bei der Prüfung zugeführter Nahrungsmittel, bevor sie geschluckt und eingenommen werden. Im Zusammenspiel mit anderen Sinnesmodalitäten wird der sinnliche Eindruck des Schmeckens zu einem sensorischen Bild gefasst, mit dem Speisen nun verglichen und gewählt, und so dann gesucht oder gemieden werden können.
Bei Menschen zeigen schon Neugeborene Vorlieben für bestimmte Geschmacksqualitäten und präferieren süß und umami, während eine angeborene Aversion gegen Bitteres und Saures festzustellen ist. Für den menschlichen Organismus giftige Natursubstanzen schmecken zumeist bitter und selten süß. Natürliche energiereiche Lebensmittel haben einen besonders angenehmen Geschmack. Und die bevorzugte Geschmacksqualität umami zeigt tierische oder pflanzliche Proteinquellen an. Durch Geruchs- und Geschmacksempfindungen kann schon vor oder während des Essens oder Trinkens reflektorisch die Produktion von Speichel und Magensaft angeregt werden. Ein als unangenehm empfundener Geschmack dagegen vermag einen Würgreflex auszulösen oder im Extremfall gar zum Erbrechen zu führen.
Das gustatorische und das olfaktorische System entwickelt sich beim Fötus bereits im zweiten Monat der Schwangerschaft; ab dem dritten Monat nimmt das Ungeborene den Geschmack seines Fruchtwassers wahr und wird durch diesen bereits vor der Geburt im Hinblick auf spätere Geschmackspräferenzen vorgeprägt.
Die Sensibilität für die Wahrnehmung von Geschmacksreizen ist bei Menschen auch genetisch bedingt und individuell unterschiedlich. Forscher unterscheiden Normal-, Super- und Nicht-Schmecker. Die Fähigkeit der Geschmackswahrnehmung nimmt generell im Alter ab, starke Geruchs- und Geschmacksbeeinträchtigungen können zu einem Verlust des Appetits führen.
Von der Geschmacksempfindung zu unterscheiden ist die Bewertung eines Geschmacks, die durch Enkulturation und Sozialisation beeinflusst wird. So wird die angeborene Geschmacksaversion gegen Bitterstoffe in den meisten Kulturen nicht lebenslang absolut beibehalten, wie sich anhand des Konsums von Kaffee oder Bier belegen lässt. Die hedonistische Bewertung von Geschmack beeinflusst die Entstehung von Präferenzen und Aversionen, wobei individuelle Erfahrungen eine wichtige Rolle spielen. Welcher Geschmack als angenehm empfunden wird, „ist bis auf wenige Ausnahmen keine natürliche Eigenschaft der Lebensmittel oder Speisen, sondern eine kulturelle Zuschreibung, an der sich die Esser orientieren und die sie weitgehend übernehmen. (…) Geschmack, Genuss und Küche sind Produkt eines langen Abstimmungsprozesses, bei dem die Küche die Geschmacks- und Genusserwartungen jeweils praktisch umsetzt“.

## Physiologie
Derzeit gelten fünf Geschmacksqualitäten als allgemein wissenschaftlich anerkannt: süß, sauer, salzig, bitter und umami. Für sie sind jeweils eigene Geschmacksrezeptoren auf der Zunge nachgewiesen. 2005 wurden erstmals bei Mäusen und Ratten zusätzliche spezielle Fettrezeptoren entdeckt. Ältere Studien gingen davon aus, dass fettreiche Nahrung allein durch Geruch und Textur der Speise erkannt würde. 2011 konnte die Existenz eines Fett-Rezeptors auch beim Menschen belegt werden. Die Existenz weiterer Geschmacksqualitäten, wie metallisch oder alkalisch, ist noch umstritten.
Von den Rezeptoren der Sinneszellen in den Geschmacksknospen können Stoffe schmeckbar nur wahrgenommen werden, wenn sie sich in Kontakt mit dem Speichel gelöst oder verteilt haben. Mittlerweile ist bekannt, dass nicht jeder Bereich der Zunge geschmacksempfindlich ist, doch jede dafür empfindliche Region der Zunge alle gustatorischen Qualitäten abbildet, wenn auch mit kleinen Differenzen (früher waren fälschlich für die einzelnen Grundqualitäten regelrechte Geschmackszonen auf der Zunge angenommen worden). Etwas stärker wird Süßes im Bereich der Zungenspitze wahrgenommen und Bitteres vorwiegend im hinteren Zungenbereich, zum Zungengrund hin.

Rezeptorenverteilung aus Henry Gray’s Anatomy of the Human Body
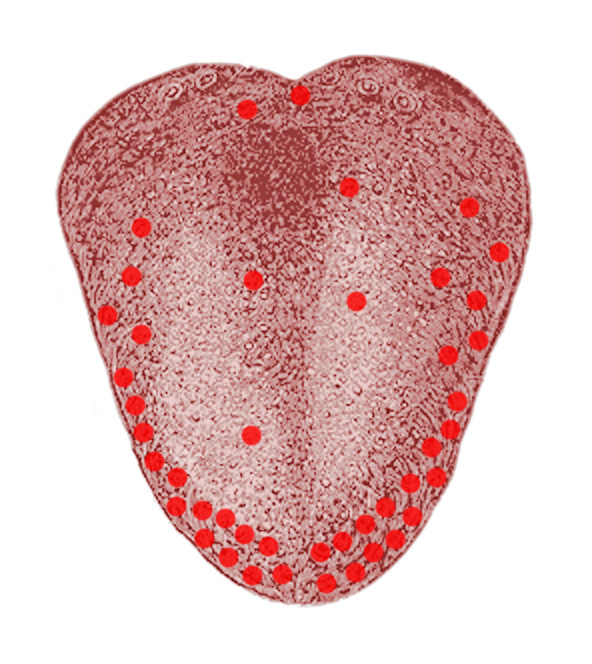
Süß
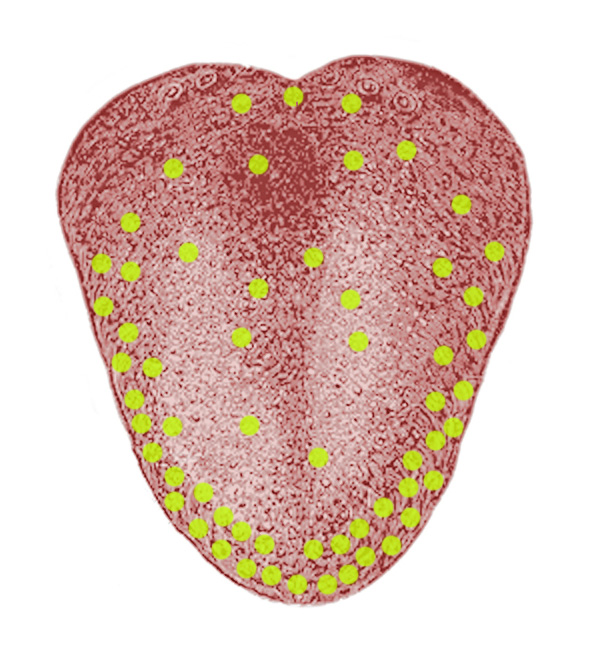
Sauer
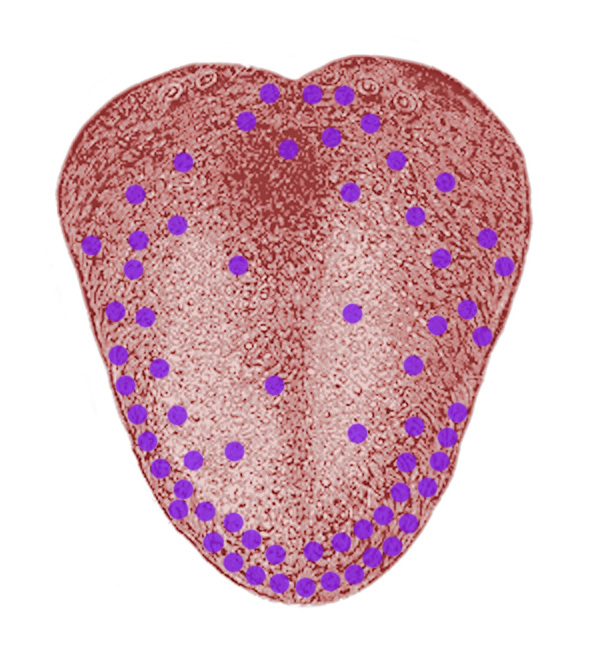
Salzig
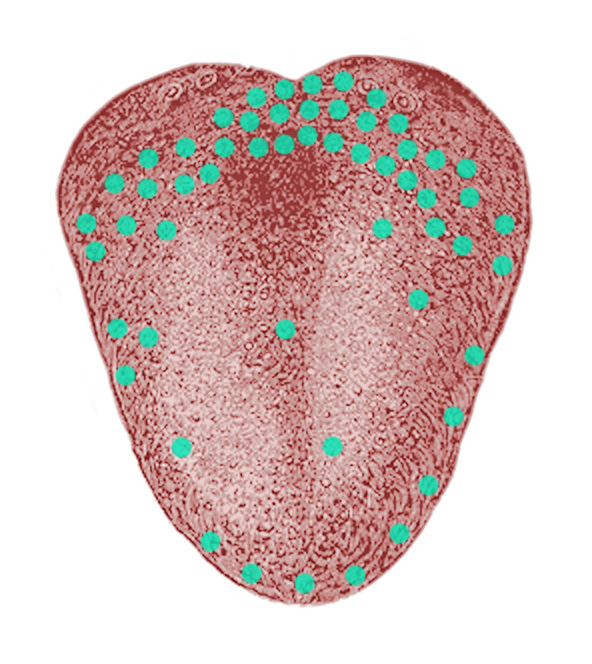
Bitter

Tatsächlich basiert zumeist nur ein kleiner Teil der als Geschmack (in weiterem Sinn) wahrgenommenen Empfindungen auf Reizen der Geschmacksrezeptoren. Der oft bei weitem überwiegende Teil wird durch flüchtige Aromastoffe hervorgerufen, die das Riechepithel im obersten Nasengang reizen. Beim Kauen sowie Hin- und Herbewegen einer Speise im Mund gelangen die flüchtigen Bestandteile über den Rachen und die Choane in die Nasenhöhle, wo sie von den Riechzellen registriert werden können. Geruchs- und Geschmacksreize werden von Sinneszellen aufgenommen und deren Signale über Nervenfasern auf getrennten Wegen dem Gehirn zugeleitet, wo sie an verschiedene Stationen verteilt und mit anderen verglichen werden. Diese Differenzierungen werden zunächst im Thalamus des Zwischenhirns zusammengefasst und anschließend in der Großhirnrinde zu komplexeren Mustern aufgearbeitet sowie zu einem (eventuell bewussten) Sinneseindruck gebildet. Der Gesamteindruck eines Geschmacks entsteht somit wie bei jeder sensorischen Wahrnehmung erst im Gehirn, und wenn er uns bewusst werden kann, wohl erst im Endhirn. Welche Rolle die olfaktorische Wahrnehmung für das gemeinhin als Geschmack bezeichnete Empfinden dabei spielen kann, zeigte ein Experiment, bei dem die Probanden mit verbundenen Augen eine Tasse heißes Wasser tranken, während gleichzeitig Kaffeeduft ins Labor geleitet wurde. Alle Teilnehmer waren überzeugt, Bohnenkaffee zu trinken. Ob dieser Eindruck auch entstanden wäre, wenn eine Tasse heißen Meerwassers die  gustatorische Wahrnehmung angesprochen hätte, wurde nicht untersucht.
Die biochemische Transduktion kann bei Geschmacksreizen unterschiedlich verlaufen; die Wege der Signaltransduktion in Sinneszellen mit Geschmacksrezeptoren für süße oder bittere Reize sind aufwändiger, sodass die Signalbildung und -übermittlung knapp eine Sekunde dauert, während Saures und Salziges schneller erkannt wird.
Die von den sekundären Sinneszellen in Geschmacksknospen auf der Zunge und am Gaumen gebildeten Signale werden von Nervenzellfortsätzen über Synapsen aufgenommen und als neuronale Signale über Nervenfasern von Hirnnerven – Geschmacksfasern des VII. Nervus facialis (Chorda tympani und Nervus petrosus major), des IX. Nervus glossopharyngeus und den X. Nervus vagus – zum Nucleus tractus solitarii der Medulla oblongata im Zentralnervensystem weitergeleitet. Von dort führen Verschaltungen zum Nucleus ventralis posteromedialis im ventralen Thalamus, andere zum Hypothalamus und zur Amygdala. Dort enden auch Weiterleitungen von Signalen des Geruchssinns. Hier entscheidet sich, ob eine Geschmacksqualität als angenehm oder unangenehm eingestuft wird.
Geschmacksreize werden nur dann erkannt, wenn ihre Konzentration die Wahrnehmungsschwelle überschreitet. Sie ist bei bitteren Substanzen am niedrigsten. Die Intensität des Geschmacksempfindens nimmt bei Fortdauer desselben Reizes ab, es findet eine Gewöhnung (Adaptation) statt und damit sinkt die Fähigkeit, denselben Geschmacksreiz gleich intensiv oder gar überhaupt noch wahrzunehmen. Je nach Intensität des Geschmackseindrucks hält dieser Gewöhnungseffekt nur Minuten oder auch Stunden an. Bei sauren oder salzigen Reizen findet keine vollständige Adaptation statt. Doch führt regelmäßiger Salzkonsum zu einer anhaltend geringeren Sensibilität für diesen Geschmacksreiz. Diskutiert wird diese Gewöhnung auch für süße Substanzen.
Die Geschmackswahrnehmung wird durch die Temperatur der Speisen beeinflusst. Alle Geschmacksreize sind bei Temperaturen zwischen 22 und 32 °C am stärksten wahrnehmbar. Süß und bitter werden bei einer Temperatur von 0 °C nur noch schwach geschmeckt. Hunger verringert die Schmeckschwelle für Zucker und Chinin, während die Wahrnehmung der Geschmacksreize salzig und sauer dadurch nicht verändert wird.

## Geschmackliche Schärfe

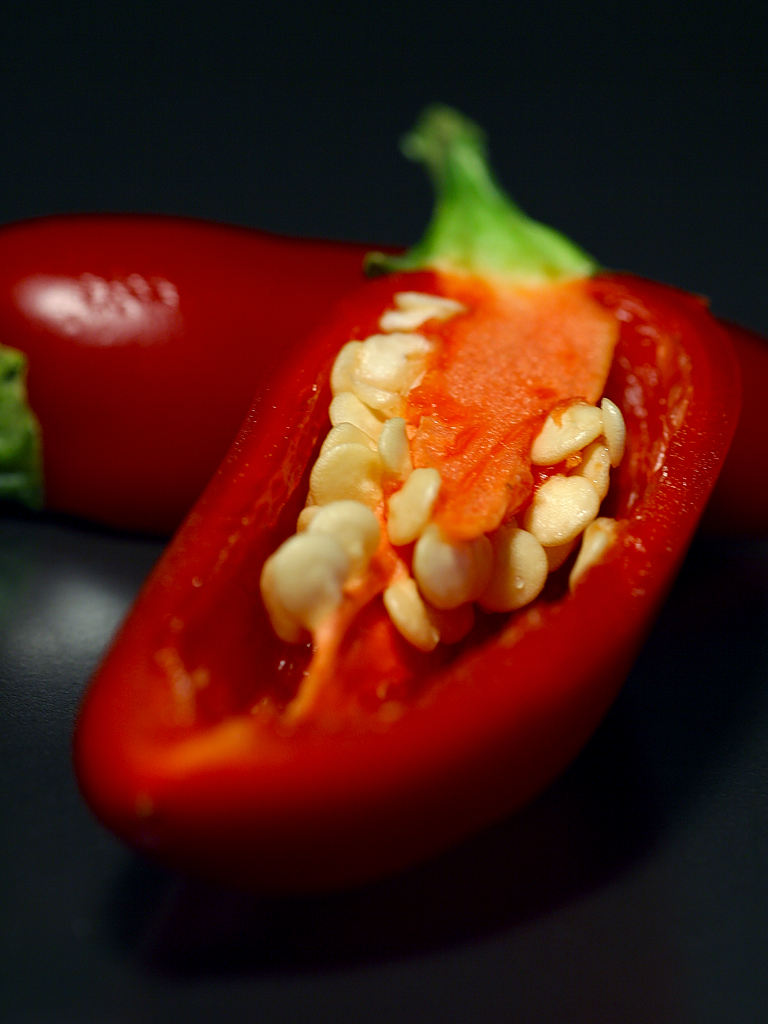
Rote Chili-Schote, aufgeschnitten

Was als „Schärfe“ bei Speisen wahrgenommen wird, ist in Wirklichkeit gar kein gustatorischer Reiz, sondern eine Schmerzempfindung auf der Zunge, ausgelöst durch bestimmte reizende Substanzen, in der Regel Capsaicinoide. Chili enthält die geschmacklose Substanz Capsaicin, die beim Essen biochemisch die Thermorezeptoren der Trigeminusnerven im Mund stimuliert, welche daraufhin ein Schmerzsignal an das Gehirn senden. Dieselben Rezeptoren reagieren auf Wärmereize über 43 °C, also auf zu heiße Speisen, bei denen man sich die Zunge „verbrennt“. Das Gehirn reagiert auf die Reizmeldung mit der Auslösung einer Schmerzempfindung auf der Zunge und schüttet zur Schmerzlinderung Endorphine aus, die angenehme Gefühle auslösen. Für diese Reaktion gibt es auch den Begriff „Pepper-High“. Es wird diskutiert, ob diese Hormonreaktion eine gewisse psychische Abhängigkeit von Chili oder anderen scharfen Gewürzen auslöst; diese Theorie ist jedoch umstritten. Bei regelmäßigem Verzehr von scharfen Speisen lässt die Sensibilität der Rezeptoren auch nach, so dass die Schärfe weniger stark empfunden wird.
2003 fanden Forscher der University of California heraus, dass Capsaicin auf der Zunge den Schärferezeptor TRPV1 aktiviert, der sonst durch ein Lipid blockiert ist. Kommt dieses mit Capsaicin in Kontakt, löst sich die Bindung und dem Gehirn wird Schmerz gemeldet. Die Stärke der Bindung zwischen TRPV1 und dem Lipid PIP2 ist individuell unterschiedlich stark und vor allem genetisch bedingt, so dass das Empfinden von Schärfe ebenfalls individuell verschieden ist.
Capsaicin führt wie das „Verbrennen“ der Zunge zu einer Beeinträchtigung der Geschmackswahrnehmung, allerdings nur für süß, bitter und umami, während sauer und salzig weiterhin unverändert geschmeckt werden. Zucker vermindert hingegen die Schärfe des Capsaicins.
Auch Eukalyptus oder Menthol werden auf der Zunge als „scharf“ wahrgenommen, zum Beispiel als Zusatz in Bonbons. Auf diese Substanzen reagieren jedoch die Kälterezeptoren auf der Zunge.

## Genetische Unterschiede

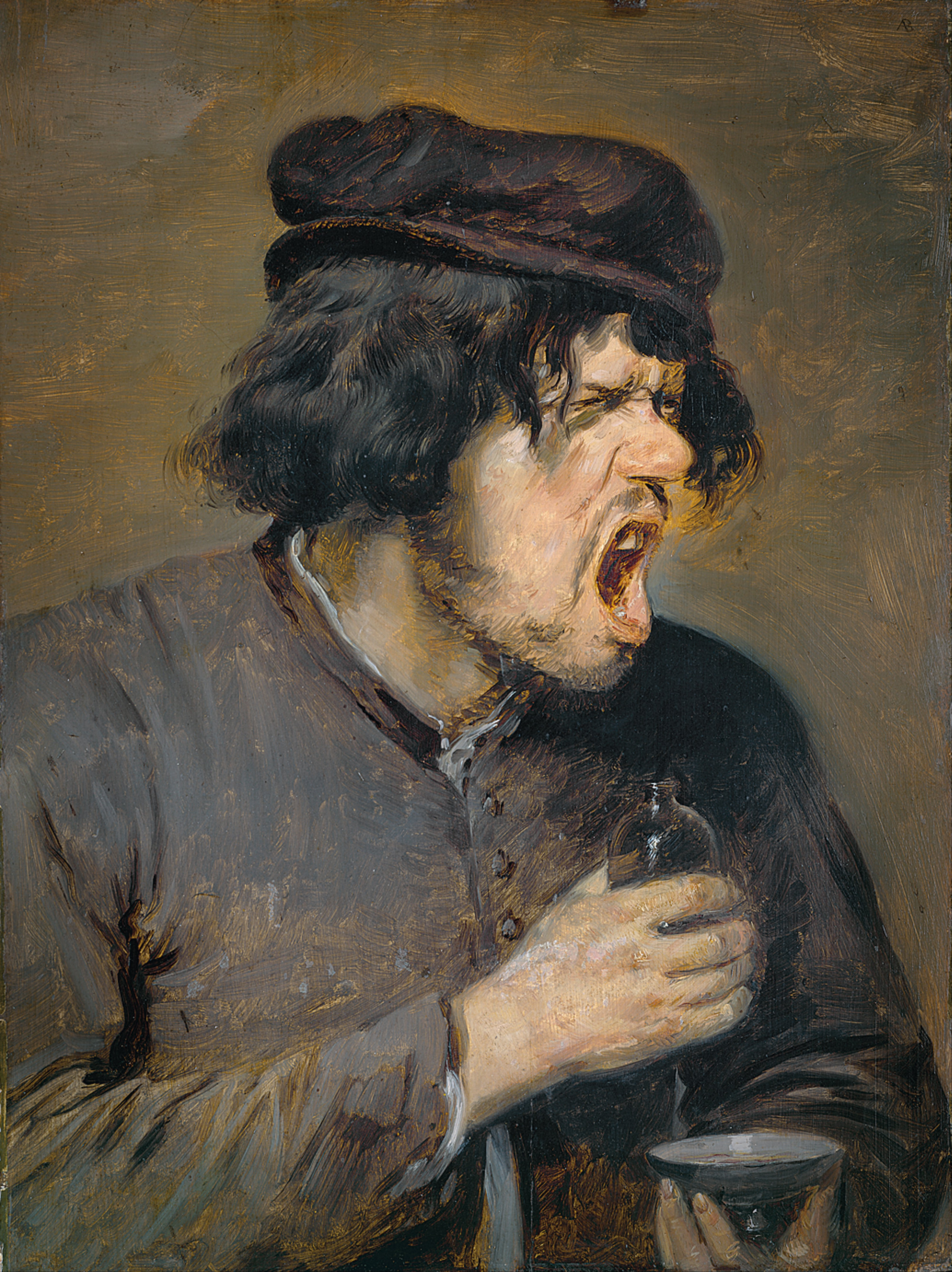
Adriaen Brouwer: Der bittere Trank, um 1636–1638

Die Sensibilität für die Wahrnehmung von Geschmacksreizen ist genetisch bedingt und individuell unterschiedlich. Sie nimmt bei Menschen im Laufe des Alters ab.
Menschen unterscheiden sich in der Anzahl von Geschmackszellen auf der Zunge. Es wird unterschieden zwischen Superschmeckern mit im Mittel etwa 425, Normalschmeckern mit etwa 180 und Nichtschmeckern mit nur etwa 100 Geschmacksknospen pro cm². Die bei Untersuchungen gefundenen Werte streuen in einem Bereich von 11 bis 1000 Geschmacksknospen pro cm². Auf der Basis von Studienergebnissen schätzt man, dass etwa die Hälfte der Weltbevölkerung zu den Normalschmeckern zählt und jeweils etwa ein Viertel Super- bzw. Nichtschmecker sind.
Superschmecker nehmen Geschmacksreize generell wesentlich intensiver wahr, vor allem Bitterstoffe, aber auch geschmackliche Schärfe. Wissenschaftler sprechen im Allgemeinen von PTC- oder PROP-Schmeckern und -Nichtschmeckern, da die Forschung auf diesem Gebiet sich zunächst auf die Wahrnehmung von Bitterstoffen konzentrierte. Die Existenz von Nichtschmeckern ist seit den 1930er Jahren bekannt. Seit einiger Zeit sind die für Bittergeschmack zuständigen 25 Gene entschlüsselt, von denen es zusätzlich noch verschiedene Varianten gibt. In der Natur gibt es tausende von verschiedenen Bitterstoffen. Ist ein solches Gen nicht aktiv, bildet es keine Rezeptoren für bestimmte Bitterstoffe auf der Zungenoberfläche aus. Für Süßes gibt es nur einen Rezeptortyp.
Die vorliegenden Studienergebnisse weisen darauf hin, dass der Anteil von PTC/PROP-Schmeckern bei Frauen generell höher ist als bei Männern. Außerdem gibt es Unterschiede zwischen verschiedenen Ethnien. In Asien und Afrika ist der Anteil der Schmecker höher als in Europa und in den USA.
2002 wurde der erste Rezeptor für Bitterstoffe genau lokalisiert und TAS2R16 genannt. Er ist zuständig für cyanogene β-Glucopyranoside, die nach dem Verzehr Blausäure freisetzen. 2005 analysierten englische Forscher Blutproben von 1000 Probanden weltweit und fanden 16 Varianten dieses Bitter-Gens. Die meisten davon sind jedoch sehr selten, rund 98 Prozent der Weltbevölkerung haben heute dieselbe Genvariante, genannt N172. In Afrika haben etwa 15 Prozent der Bevölkerung die evolutionär frühere Variante K172, die nur halb so empfindlich ist. Dass sich der frühere Typ in Afrika erhalten hat, könnte daran liegen, dass der Verzehr blausäurehaltiger Lebensmittel zwar ein potenzielles Gesundheitsrisiko darstellt und Sichelzellenanämie begünstigt, die selbst aber wiederum einen Schutz vor einigen Malariaerregern bietet.
Für die Ausbildung der Geruchsrezeptoren sind insgesamt 51 Gene zuständig, von denen jedoch nie alle aktiv sind. Forscher des Weizmann-Instituts für Wissenschaften in Israel haben herausgefunden, dass jeder Mensch eine individuelle Genkombination für Geruch besitzt, so dass auf Grund der rechnerisch möglichen Zahl von Genkombinationen jeder über eine einzigartige Wahrnehmung verfügt. Da das Riechvermögen für die Geschmacksempfindung sehr wichtig ist, ist im Grunde jeder Mensch nicht nur mit einer individuellen Geruchs-, sondern auch mit einer individuellen Geschmackswahrnehmung ausgestattet, weshalb der Geschmack einer Speise von verschiedenen Menschen schon deshalb nie völlig identisch empfunden wird.

## Geschmacksprägung

### Biologie

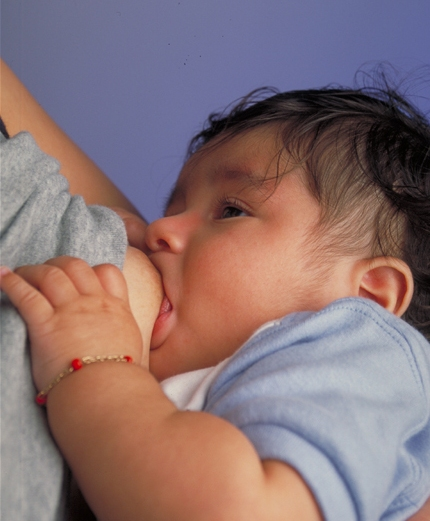
Über die Muttermilch wird der Geschmack des Säuglings vorgeprägt.

Bei Menschen ist eine Präferenz für die Geschmacksqualitäten süß und umami bereits bei Neugeborenen vorhanden, während gleichzeitig eine angeborene Aversion gegen Bitteres und Saures vorliegt, die sich bei ihnen in einem mimischen Abwehrreflex ausdrückt und dem Versuch, entsprechende Flüssigkeiten auszuspucken. Diese Reaktion wird als „gustofazialer Reflex“ bezeichnet. Für Salzgeschmack wird erst von Heranwachsenden eine gewisse Präferenz entwickelt, Säuglinge zeigen darauf im Normalfall keine ausgeprägte Reaktion.
Das gustatorische System hat eine wichtige biologische Funktion, denn es dient der Prüfung der Nahrung auf ihre Genießbarkeit, bevor sie geschluckt wird. Die Präferenz für Süßes ist evolutionsbiologisch gesehen sinnvoll, denn süßer Geschmack ist an Kohlenhydrate gekoppelt, die eine wichtige Energiequelle darstellen. Außerdem schmecken in der Natur vorkommende Giftstoffe selten süß, so dass dieser Geschmacksreiz bei der Nahrungsaufnahme Unbedenklichkeit signalisiert. Besonders süß sind in der Natur reife Früchte und Honig. Die angeborene Aversion gegen Bitterstoffe entwickelte sich im Laufe der Evolution als Schutzfunktion vor giftigen pflanzlichen Substanzen, die meistens bitter schmecken. Die bevorzugte Geschmacksqualität umami zeigt eine tierische oder pflanzliche Proteinquelle an. Salz ist wichtig für verschiedene Körperfunktionen, der Salzspiegel im Körper muss konstant bleiben, daher ist die Wahrnehmung von Salzgeschmack wichtig. Sauer ist in der Natur ein Hinweis darauf, dass Früchte noch nicht reif sind oder Nahrung verdorben ist. Dieser Geschmack wird von Kindern bis zum zweiten Lebensjahr in der Regel abgelehnt.
Das gustatorische und olfaktorische System entwickelt sich beim Fötus bereits im Frühstadium der Schwangerschaft. Die Zunge mit den Geschmacksknospen entsteht im zweiten Schwangerschaftsmonat. Ab dem dritten Monat nimmt das Ungeborene den Geschmack des Fruchtwassers wahr; es trinkt davon täglich zwischen 200 und 760 ml. Schon vor der 28. Woche reagiert es nachweislich positiv auf süße Geschmacksreize und negativ auf Bitteres. Reaktionen auf Gerüche sind ab der 28. Woche beobachtet worden.
Über das Fruchtwasser trägt die Ernährung der Mutter schon vor der Geburt zur Geschmacksprägung des Kindes bei, wie verschiedene Studien gezeigt haben. Kinder, deren Mütter während der Schwangerschaft Anis zu sich genommen hatten, zeigten nach der Geburt eine deutlich höhere Akzeptanz für Anisgeruch als andere Kinder. Eine Studie ergab einen Zusammenhang zwischen dem Geburtsgewicht des Kindes und einer Präferenz für Salzgeschmack. Untergewichtige Säuglinge bevorzugten mit zwei Monaten salzhaltige Wasserlösungen, alle anderen reines Wasser. Diese Präferenz war auch im Alter von drei bis vier Jahren bei den Kindern noch vorhanden. Ein Zusammenhang mit dem Geschmack des Fruchtwassers in der Endphase der Schwangerschaft ist wahrscheinlich.
Da Muttermilch Milchzucker und Eiweiß enthält, schmeckt sie sowohl süßlich als auch umami, was den angeborenen Geschmackspräferenzen entspricht. In der Stillzeit werden Geschmacksvorlieben des Kindes nachweislich durch die Ernährung der Mutter beeinflusst, da Aromen der Nahrung in die Muttermilch übergehen. Bereits bekannter Geschmack von Lebensmitteln wird nach dem Abstillen bereitwilliger akzeptiert.
Im Unterschied zu Muttermilch ändert sich der Geschmack von Fertignahrung für Säuglinge nicht, kann jedoch ebenfalls geschmacksprägend wirken. Früher wurde der Fertigmilch in Deutschland Vanillin zugesetzt. Bei einer Studie wurden 30- bis 40-jährige Probanden gebeten, zwei Ketchup-Sorten geschmacklich zu bewerten. Eine davon war mit Vanillin aromatisiert, in derselben Konzentration wie damals die Babynahrung. Zwei Drittel der Versuchspersonen, die diese Kost früher erhalten hatten, bevorzugten den Ketchup mit Vanillinzusatz, aber nur 30 Prozent der ehemaligen Stillkinder. Erhalten Säuglinge in einer frühen Phase hypoallergene Ersatzmilch, die relativ bitter schmeckt, tolerieren sie Bittergeschmack auch Jahre später in deutlich höherem Ausmaß als Gleichaltrige. Ab dem 5. Lebensmonat verweigern Babys bittere Milch, sofern sie vorher noch nicht damit gefüttert wurden.

### Kultur

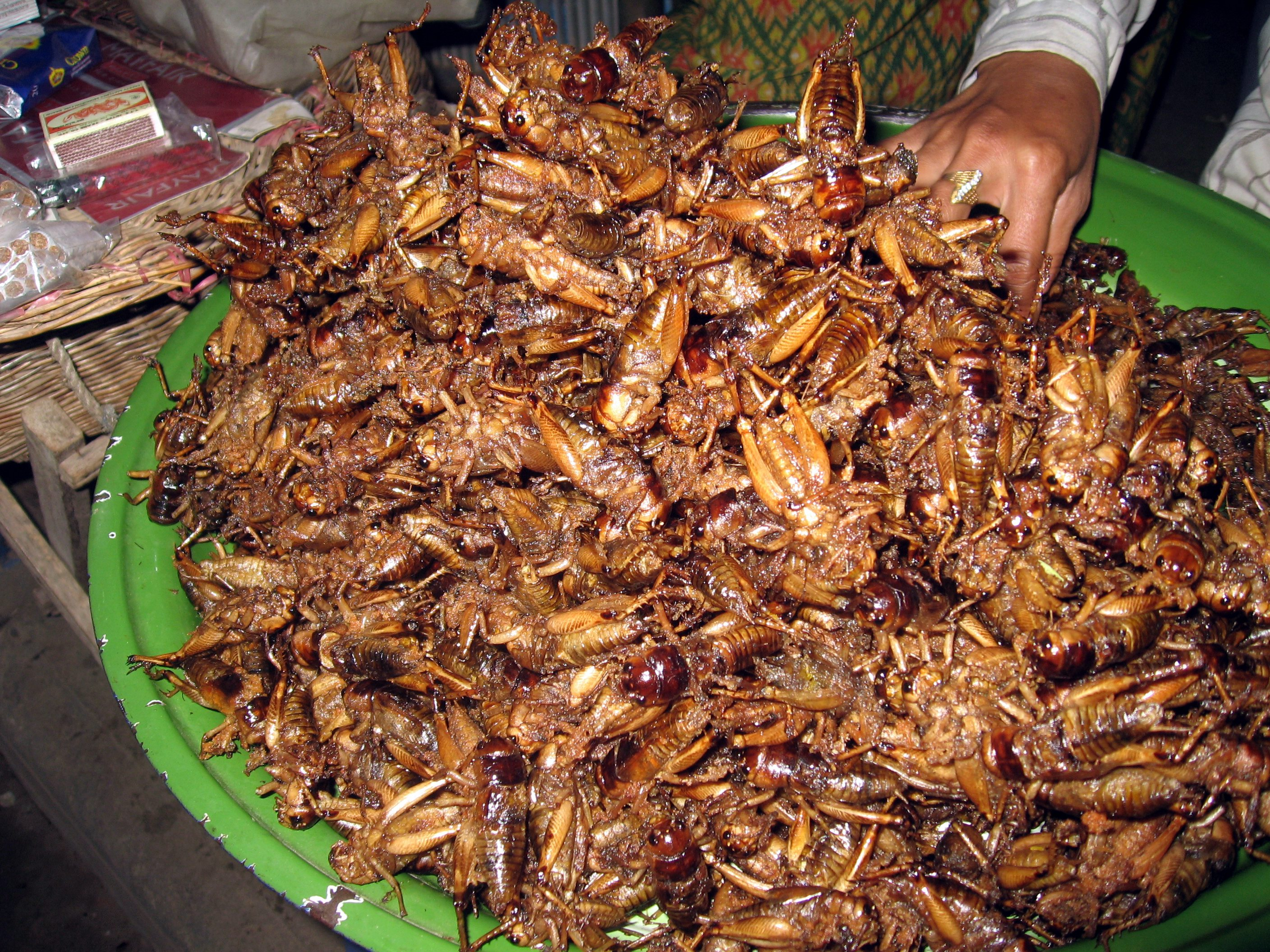
Frittierte Grillen auf einem Markt in Kambodscha

Aufbauend auf den angeborenen Geschmackspräferenzen und -aversionen entwickeln sich der menschliche Geschmack und die Präferenz für bestimmte Geschmacksnoten und die Abneigung gegen andere im Laufe der Sozialisation und der Enkulturation. Entscheidend ist die jeweilige Esskultur und das allgemeine Geschmacksmuster einer Regionalküche oder Nationalküche. So lässt sich erklären, dass der Geschmack desselben Lebensmittels in einer Kultur geschätzt und in einer anderen abgelehnt wird (siehe auch Nahrungstabu).
Die Ausbildung des Geschmacks beruht auf einem Lernprozess. Je häufiger in der frühen Kindheit eine Speise gegessen wird, desto stärker wird die Akzeptanz für ihren Geschmack. Dieser Gewöhnungsprozess wird wissenschaftlich „mere exposure effect“ genannt. Wird dieselbe Speise mehrfach innerhalb eines kurzen Zeitraums gegessen, entwickelt sich jedoch eine zeitweilige Abneigung gegen dieses Gericht („psychische Sättigung“), sofern es einen ausgeprägten Eigengeschmack hat. Der Mechanismus verhindert bei gesunden Menschen vermutlich eine völlig einseitige Ernährung. Bei Grundnahrungsmitteln wie Reis, Kartoffeln oder Teigwaren tritt dieser Sättigungseffekt aber nicht ein.
Individuelle Vorlieben und Abneigungen entwickeln sich nur innerhalb des Rahmens, der durch die eigene Esskultur vorgegeben wird. „Indem das spezifische kulturelle System Küche schon in der Kindheit erfahren wird und Bestandteil des gesamten Sozialisationsprozesses eines jungen Menschen wird, dient dies als Verhaltensnormierung auch später bei der Auswahl von Nahrungsmitteln und Speisen. Der Essensgeschmack vermittelt daher nicht nur in der Kindheit, sondern auch noch später in der Welt der Erwachsenen ein Stück vertrauter sozialer Geborgenheit und der Einbindung in bestimmte ethnische und soziale Gruppierungen und Schichten.“
Zwischen der Küche eines Landes oder einer Region und dem Geschmack von Speisen besteht laut Eva Barlösius jedoch eine Wechselbeziehung, denn die Geschmackserwartungen prägen wiederum die Art des Kochens, wobei den Kochrezepten nicht zuletzt die Funktion zukommt, den stets gleichen Geschmack eines bestimmten Gerichts sicherzustellen. „Geschmack, Genuss und Küche sind somit eng miteinander verbunden, weshalb die Küche als kulturelles Regelwerk definiert werden kann, das dazu anleitet, wohlschmeckende und genußvolle Speisen zuzubereiten. So ist keine Küche bekannt, in der Lebensmittel so gekocht werden, dass sie den Essern in dem sozialen und kulturellen Umfeld, wo sie gekocht werden, nicht schmecken.“ Allerdings dient die Zubereitung von Lebensmitteln nicht allein dem sinnlichen Genuss, sondern erfüllt in erster Linie die Funktion der Versorgung mit Energie und Nährstoffen. Bei der Alltagskost steht deshalb vor allem die Funktion der Sättigung im Vordergrund, während bei Festtagsspeisen dem Geschmack eine wesentliche Rolle zukommt.

## Geschmacksbewertung
Die Annahme, dass Menschen Geschmack objektiv wahrnehmen und beurteilen können, ist durch verschiedene Studien widerlegt worden. Auch professionelle Verkoster werden den Ergebnissen zufolge von der Optik und vor allem von der eigenen Erwartung beeinflusst. Bei einem Versuch mussten 57 Önologen zwei Weine bewerten, wobei der eine als Tafelwein etikettiert war und der andere als Grand Cru. Tatsächlich enthielten beide Flaschen den identischen Wein. Bei der Bewertung erhielt der vermeintliche Tafelwein nur 8, der Grand Cru dagegen 14 von 20 Punkten. Bei einem anderen Experiment wurden angeblich ein Weißwein und ein Rotwein blind verkostet, das heißt ohne nähere Angaben zu den Weinen. In Wirklichkeit enthielten beide Gläser denselben Weißwein, eine Probe war mit geschmackloser Lebensmittelfarbe rot eingefärbt worden. Die Önologen schrieben dem Weißwein typische Weißwein- und dem angeblichen Rotwein Rotweinaromen zu. Die Wissenschaftler zogen daraus den Schluss, dass der Geschmackseindruck im Kopf entsteht.
Die Bewertung des Geschmacks von Speisen als angenehm oder unangenehm ist stark kulturell beeinflusst. So wird der Geschmack von Milchprodukten und vor allem von Käse nur in den Regionen geschätzt, in denen diese Produkte üblicherweise gegessen werden. In Regionen, in denen die meisten Menschen laktoseintolerant sind, ist das nicht der Fall. So lehnen zum Beispiel Chinesen den Geschmack und Geruch von Käse in der Regel ab und bezeichnen ihn als „verdorbene Milch“.
Der Gastronom Heston Blumenthal hat bei einem Versuch Gästen ein rotes Gelee aus Roter Bete serviert, dem er Weinsäure zugesetzt hatte, so dass ein säuerlicher Geschmack entstand. Wurde dieses „Dessert“ als Gelee aus schwarzen Johannisbeeren bezeichnet, schmeckte es den Versuchspersonen, bekamen sie jedoch gesagt, es handele sich um Rote Bete (was der Fall war), lehnten sie den Geschmack als ekelhaft ab.

## Geschmacksstörungen

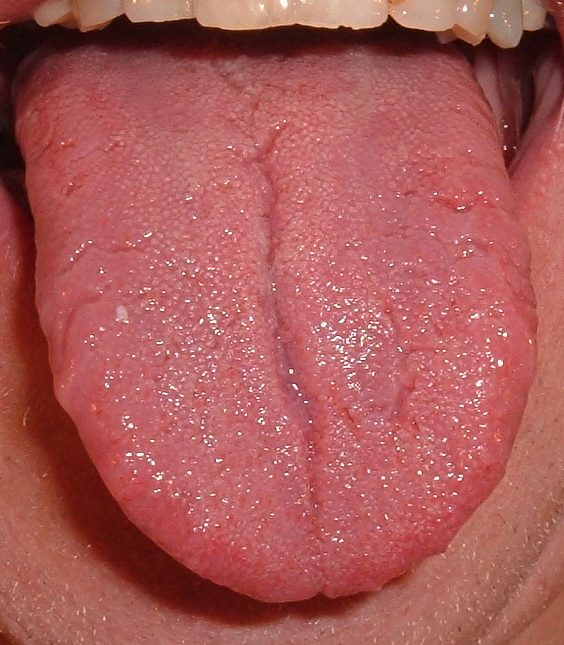
Menschliche Zunge

Geschmacksstörungen können qualitativer oder quantitativer Art sein. Eine qualitative Störung ist die veränderte Wahrnehmung von Geschmacksreizen oder die Wahrnehmung eines Geschmacks, obwohl gar keine Geschmacksquelle vorhanden ist (Phantogeusie). Bei der Parageusie verändert sich die Geschmackswahrnehmung oder es wird permanent ein starker Beigeschmack wahrgenommen, oft bitter oder metallisch. Eine Sonderform ist das Burning-Mouth-Syndrome (ständiges Brennen im Mund). Quantitative Störungen sind eine Überempfindlichkeit gegenüber Geschmacksreizen (Hypergeusie), eine verminderte Geschmacksempfindung der Rezeptoren oder der vollständige Verlust des Schmeckvermögens (Ageusie), mitunter nur gegenüber bestimmten Geschmacksqualitäten.
In seltenen Fällen ist eine Geschmacksstörung angeboren, meistens handelt es sich dabei um eine „Geschmacksblindheit“ für bestimmte Geschmacksqualitäten. Zu einer Schädigung der Geschmacksknospen kann es bei verschiedenen Krankheiten kommen, z. B. bei Erkrankungen des Stoffwechsels wie Diabetes mellitus, Leber- und Nierenerkrankungen, Entzündung der Zunge (Glossitis), Störungen des Hormonhaushalts, Sjögren-Syndrom, Hypothyreose, Cushing-Syndrom sowie auf Grund einer Schädigung von Hirnnerven, die an der Geschmackswahrnehmung beteiligt sind. Schädel-Hirn-Traumata können in seltenen Fällen zu einem Anosmie-Ageusie-Syndrom führen, also zum völligen Verlust von Geruch und Geschmack. Epileptischen Anfällen können als Aura auch Geschmackshalluzinationen vorausgehen.
Als Nebenwirkung einiger Medikamente kann eine (vorübergehende) Beeinträchtigungen des Geschmacks auftreten, etwa bei Chlorhexidin, Penicillamin oder Zytostatika, so auch als zeitweise Folge einer Chemotherapie. Ein Vitaminmangel sowie ein Mangel an bestimmten Spurenelementen (Zink, Nickel, Kupfer) kann das Geschmacksempfinden verändern, aber auch mangelhafte Mundhygiene. Für kurze Zeit wird das Geschmacksempfinden gestört, wenn man sich die Zunge „verbrennt“. Nachgewiesen ist auch, dass durch regelmäßiges Rauchen die Geschmackswahrnehmung verändert und beeinträchtigt wird.
Wesentlich häufiger als Störungen der gustatorischen Wahrnehmung sind Geschmacksstörungen als Folge einer beeinträchtigten Geruchswahrnehmung. Bei einem völligen Verlust der Geruchswahrnehmung (Anosmie) kann auch kein differenzierter Geschmack mehr wahrgenommen werden, was bei den Betroffenen häufig zum Verlust des Appetits auf jegliche Speisen führt.
Von Geruchs- und Geschmacksstörungen sind vor allem ältere Menschen betroffen. Schätzungen zufolge leiden in der westlichen Welt etwa drei bis sieben Prozent der Bevölkerung an Riechstörungen, in der Altersgruppe der über 65-Jährigen sind es jedoch 60 bis 75 Prozent. Riechstörungen treten auch häufig als Folge der Alzheimer- und Parkinson-Krankheit auf. Ob bei den Betroffenen auch der Geschmack beeinträchtigt ist, ist wissenschaftlich umstritten.
Studien haben ergeben, dass sich die Wahrnehmungsschwelle für Geschmacksreize im Alter erhöht, wovon
die Wahrnehmung süßer Reize am wenigsten betroffen ist. Lange Zeit wurde davon ausgegangen, dass die verringerte Zahl von Geschmacksknospen auf der Zunge für nachlassendes Geschmacksvermögen im Alter verantwortlich ist; diese Annahme gilt inzwischen jedoch als überholt. Mittlerweile geht man von einer verringerten Funktion der Rezeptoren aus. Einen gewissen Einfluss hat möglicherweise auch reduzierter Speichelfluss.
Ein weit verbreiteter Irrtum ist, dass ein Zungenpiercing das Geschmacksempfinden beeinträchtigen kann. Die meisten Zungenpiercings werden in der Mitte der Zunge gestochen, wo sich nur sehr wenige bis gar keine Geschmacksnerven befinden. Nur in sehr seltenen Ausnahmefällen kann der Geschmackssinn des Zungenpiercingträgers beeinträchtigt werden.

## Geschmackswahrnehmung bei Tieren

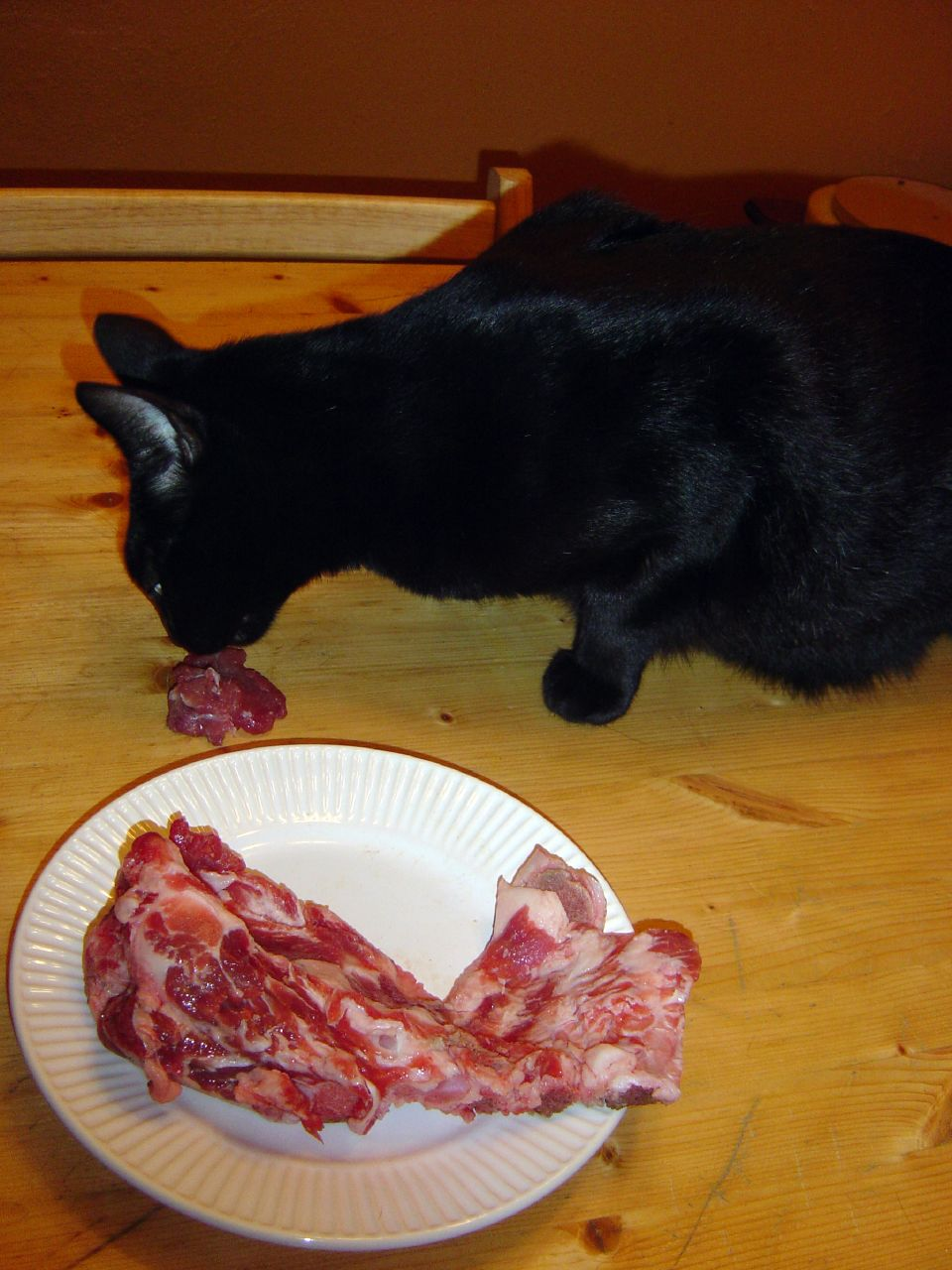
Katze bei Fleischmahlzeit

Das Geschmacksempfinden von Hund und Katze beruht auf einem für Fleischfresser typischen Muster. Ein wesentliches Merkmal ist hierbei eine weitgehende Unempfindlichkeit gegenüber salzigem Geschmack.
Bei Hunden erhöhen einwertige Kationen (einschließlich Na+) jedoch die Empfindlichkeit gegenüber Zucker. Die meisten Geschmacksknospen bei Hunden (als Typ A bezeichnet) reagieren auf Aminosäuren, von denen viele (wie L-Prolin oder L-Cystein) von Menschen süßlich wahrgenommen werden. Diese Knospen reagieren gleichfalls auf Mono- und Disaccharide. Die Typ-B-Knospen reagieren auf saure Verbindungen. Der Rezeptortyp C reagiert auf den Umami-Geschmack. Typ D schließlich nimmt im menschlichen Sinne „fruchtig-süße“ Geschmacksrichtungen wahr. Es ist unklar, in welcher Form die Geschmacksempfindungen vom Hirn des Hundes verarbeitet werden und das Fressverhalten des Tieres beeinflussen, da der Geruchssinn offensichtlich die Hauptrolle bei der Nahrungsselektion spielt.
Katzen weisen – ähnlich wie Hunde – aminosäuresensible Rezeptoren auf. Diese werden durch einige Aminosäuren (z. B. L-Lysin) stimuliert, durch andere – vom Menschen als bitter empfundene Aminosäuren wie L-Tryptophan – jedoch gehemmt, was zum Abweisen des entsprechenden Futterbestandteils führt. Ungewöhnlich für Säugetiere ist eine komplette Unempfindlichkeit für süßen Geschmack durch eine Deletion im Gen Tas1r2. Saures nehmen Katzen ähnlich wie Hunde wahr. Anstelle der für die Wahrnehmung des „fruchtig-süßen“ Geschmacks bei Hunden vorhandenen Rezeptoren reagieren Katzen mit einem weiteren Rezeptortyp auf Bitterstoffe wie Chinin, Tannine und Alkaloide.
Für Rinder ist das Vorhandensein von vier Typen von Geschmacksrezeptoren beschrieben (für salzig, süß, sauer und bitter), deren Ansprechschwelle jedoch vor allem für bittere Substanzen als niedrig eingeschätzt wird. Süße Nahrung wird nicht bevorzugt. Infolge des niedrigen Gehaltes an Natrium in pflanzlicher Nahrung zeigen sie jedoch eine ausgeprägte Vorliebe für salzige Nahrungsbestandteile.